# كاندي (محاكمات السحر في سالم)
كاندي Candy عبدة أفرو-بربادوسية، كانت تنتمي إلى مارجريت هوكس في قرية سالم، أتهمت بالسحر خلال محاكمات السحر في سالم.
في 1 يوليو 1692، أتهمها جون بوتنام الابن وتوماس بوتنام مع مارجريت هوكس بتعذيب كل من آن بوتنام الابنة، وماري والكوت، وماري وارن.
بأستجوابها «أعترفت» بكونها ساحرة، لكنها تحولت عن طريق مالكتها، مدعية بأن مارجريت هوكس هي من حولتها إلى ساحرة، وأجبرتها على التوقيع في كتاب الشيطان.
وعلى الرغم من هذا الاعتراف، ألا أنها وجدت غير مذنبة، وأطلق سراحها.
ولا يوجد سجل لمارجريت هوكس بعد أن تم القبض عليها.
وخلافا للعديد من غيرها من النساء المتزوجات المتهمات، اللاتي كان يشار إليهن بـ«الزوجة الصالحة»، كانت مارغريت تخاطب بلقب تشريفي "سيدة"، مما يدل على أنها كانت من طبقة اجتماعية عالية.
عندما سألت عن كيفية تعذيب الفتيات مع سيدتها، تطوعت للتدليل على الإجراءات. عادت مع بعض الدمى، وعندما تم التلاعب بهم بالوخز والحرارة والمياه، أستجابت الفتيات المنكوبات عينياً.
سجلت شهادتها بلغة إنجليزية ركيكة، مما يدل على أنها كانت ربما تعلمت حديثا لللغة الإنجليزية.
وكانت واحدة من ثلاث عبيد، جنبا إلى جنب مع تيتيوبا وماري بلاك، أتهمن أثناء الهستيريا في عام 1692.